# Leonard Freeman
Leonard Freeman (* 31. Oktober 1920 in Sonoma County, Kalifornien; † 20. Januar 1974 in Palo Alto, Kalifornien) war ein US-amerikanischer Film- und Fernsehproduzent und Drehbuchautor.

## Leben
Freeman wurde bekannt als Schöpfer der US-amerikanischen Krimiserie Hawaii Fünf-Null, die von 1968 bis 1980 lief und 12 Staffeln und 279 Episoden umfasste. Auch in der Neuverfilmung Hawaii Five-0, die seit 2010 mit bisher (2019) 10 Staffeln und 224 Episoden läuft, wird Freeman in den Credits als Schöpfer gewürdigt. Außerdem schrieb und produzierte er die Fernsehserie Route 66, ferner war er am Drehbuch zu Hängt ihn höher beteiligt.
Freeman starb 1974 während der 6. Staffel von Hawaii Fünf-Null als es zu Komplikationen bei einer Herzoperation kam.
Seine Ehefrau Joan Taylor, die nach seinem Tod seine Produktionsfirma Leonard Freeman Productions übernahm und bis 1980 die Fernsehserie Hawaii Fünf-Null produzierte, überlebte ihn um 38 Jahre. Aus der Ehe ging die Tochter Lisa Freeman hervor.

## Auszeichnungen
Nominierungen für den Primetime Emmy Award:
- 1973: Primetime Emmy Award for Outstanding Drama Series für Hawaii Five-O, zusammen mit Bob Sweeney und Bill Finnegan
- 1965: Primetime Emmy Outstanding Program Achievements in Entertainment für Mr. Novak
- 1955: Primetime Emmy	Best Written Dramatic Material für Four Star Playhouse, Episode "The Answer"

Nominierungen für den Writers Guild of America Award:
- 1969: WGA Award (TV) Episodic Drama für Hawaii Fünf-Null, Episode Cocoon
- 1963: WGA Award (TV) Episodic Drama für Route 66, Episode Goodnight Sweet Blues, zusammen mit Will Lorin
- 1961: WGA Award (TV) Anthology Drama für Goodyear Theatre, Episode Lady Bug

## Filmographie

### Drehbuch / Story / Schöpfer
- ab 2010: Hawaii Five-0
- 1968 bis 1980: Hawaii Fünf-Null
- 1973: Cry Rape
- 1968: Hängt ihn höher
- 1964: Grand Hotel
- 1963: The Robert Taylor Show
- 1961 bis 1963: Route 66
- 1961: Claudelle und ihre Liebhaber
- 1961: The Barbara Stanwyck Show
- 1961: Das Gold der sieben Berge
- 1958 bis 1959: Goodyear Theatre
- 1959: Kein Fall fürs FBI
- 1957 bis 1959: Alcoa Theatre
- 1959: The David Niven Show
- 1958 bis 1959: Lux Playhouse
- 1957 bis 1958: Men of Annapolis
- 1958: Target
- 1956: Dr. Christian
- 1956: Jane Wyman Show
- 1956: The 20th Century-Fox Hour
- 1956: Matinee Theatre
- 1956: Lassie
- 1956: Celebrity Playhouse
- 1954: Four Star Playhouse
- 1954: Schlitz Playhouse of Stars
- 1953: The All American
- 1952: Steel Town

### Executive Producer
- 1968 bis 1974: Hawaii Fünf-Null
- 1973: Cry Rape
- 1970 bis 1971: Das Wort hat die Verteidigung
- 1964: Grand Hotel
- 1962 bis 1963: Die Unbestechlichen

### Produzent
- 1968 bis 1974: Hawaii Fünf-Null
- 1972: Um drei Uhr geht die Bombe hoch
- 1968: Hängt ihn höher
- 1967: Der Marshall von Cimarron
- 1964–1965: Mr. Novak
- 1964: Grand Hotel
- 1961 bis 1963: Route 66
- 1961: Claudelle und ihre Liebhaber
- 1961: Das Gold der sieben Berge

### Schauspieler
- 1955: Das Komplott
- 1955: The Lineup
- 1953: The Ford Television Theatre
- 1953: Die Texas Rangers
- 1953: Frauen in der Nacht
- 1952: Your Jeweler's Showcase
- 1952: The Unexpected
- 1952: Sturmgeschwader Komet
- 1951: Kleine Spiele aus Übersee

### Regie
- 1959: Goodyear Theatre
- 1956: Lassie

### Filmmusik
- 1961: Route 66